# Szybkozłączka

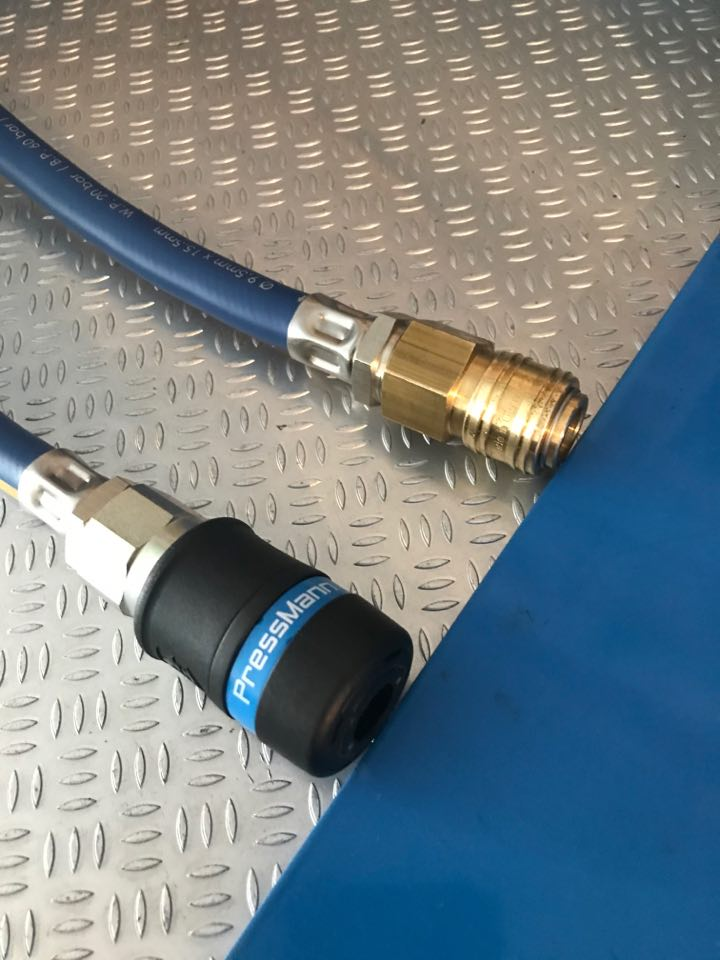
Dwa typy szybkozłączy - czarna: szybkozłączka przemysłowa, bezpieczna. Złota: szybkozłączka klasyczna, zwykła.

Szybkozłączka, szybkozłącze – rodzaj połączenia, które umożliwia łatwe i szybkie połączenie przewodu z zaworem lub dwóch przewodów. Rozłączenie i połączenie nie wymaga użycia dodatkowych narzędzi.